# Finningley
Finningley is een civil parish in het bestuurlijke gebied Doncaster, in het Engelse graafschap South Yorkshire. 